# Processus styloïde du radius
Le processus styloïde du radius (ou apophyse styloïde du radius) est le prolongement osseux pyramidal de la face externe de l'épiphyse distale du radius.

## Description
Le processus styloïde du radius s'étend obliquement vers le bas sous forme d'une projection conique.
À sa base s'attache le tendon du muscle brachio-radial et à son sommet le ligament collatéral radial du carpe. Sa surface latérale est marquée par une rainure pour les tendons des muscles long abducteur du pouce et court extenseur du pouce.

## Aspect clinique
La fracture de Hutchinson ou du chauffeur est une fracture du processus styloïde du radius généralement causé par la compression de l'os scaphoïde contre le processus.
Le syndrome de De Quervain est une ténosynovite du tendon du muscle court extenseur du pouce et du tendon du muscle long abducteur du pouce qui provoque des douleurs au niveau du processus styloïde du radius.
L'apophyse styloïde du radius est un repère lors de la résection arthroscopique de l'os scaphoïde.